# كأس شمال إفريقيا

## كأس شمال أفريقيا لكرة القدم
كأس شمال أفريقيا لكرة القدم هي مسابقة قديمة لكرة القدم منظمة في شمال أفريقيا منذ عام 1930. تم حلها بعد طبعة عام 1956، نظرا لاستقلال المغرب وتونس.
بعد استقلال المغرب وتونس من الاستعمار الفرنسي، بقيت ثلاث دوريات جزائرية مشاركة في الكأس، الجزائر العاصمة وقسنطينة ووهران، تحت وصاية الاتحاد الفرنسي لكرة القدم.

## ملف الصور

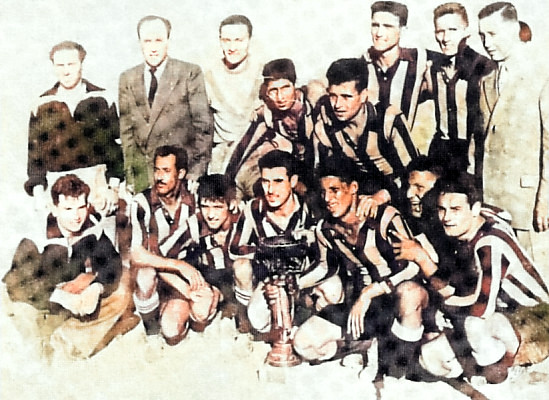
نادي افس بليدة سنة 1952 متوج بالكأس
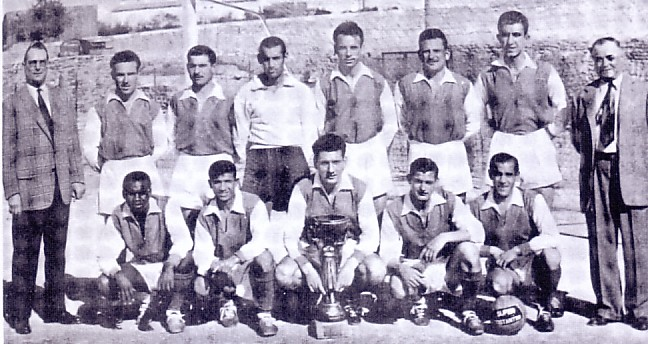
Ussc Temouchent سنة 1954 متوج بالكأس